# Västtrafik

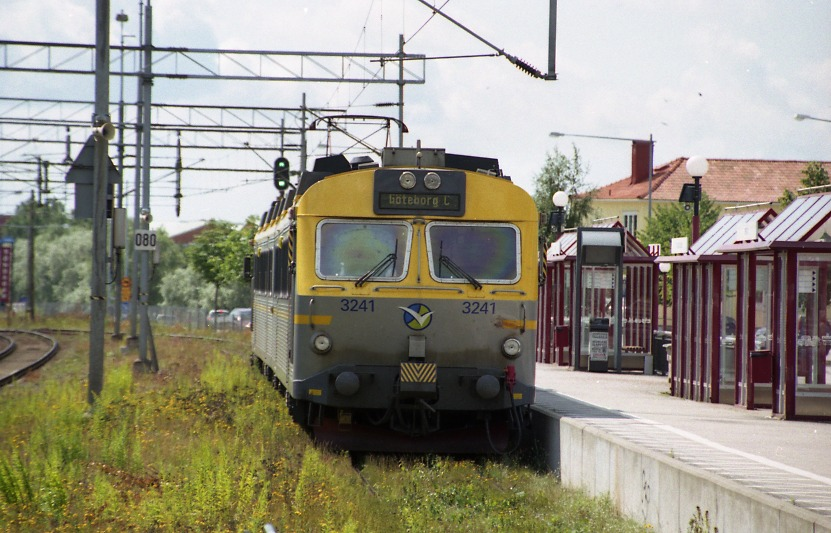
ASEA X14 i Västtrafiks färger.

Västtrafik AB är ett svenskt länstrafikföretag, som ägs av Västra Götalandsregionen. Före 2012 ägdes företaget av Västra Götalandsregionen (50%) tillsammans med de 49 kommunerna i länet (50%).  Västtrafik är trafikhuvudman i Västra Götalands län och i Kungsbacka kommun, Hallands län och ansvarar för kollektivtrafiken med bussar, tåg, färjor, spårvagnar, taxi, färdtjänst och sjuktransporter. Huvudkontoret ligger i Skövde.
För Västtrafiks räkning körde 2009 över 1 900 fordon och det finns 21 000 hållplatser från Gustavsfors i norr till Älvsered i sydost. Under ett normalt vardagsdygn kör Västtrafiks fordon 380 000 kilometer. År 2009 gjordes 220 miljoner enskilda resor, 750 000 per vardagsdygn. Av dessa är omkring 400 000 inom Göteborgs kommun och därav 270 000 med spårvagn. Omsättningen var 2009 5,53 miljarder kr varav 2,23 på biljettförsäljning.

## Historik
Västtrafik bildades 1998, efter bildandet av Västra Götalands län, genom en sammanslagning av de fyra tidigare trafikhuvudmännen i de tre tidigare länen. Dessa var Göteborgsregionens Lokaltrafik, Bohustrafiken, Älvsborgstrafiken och Länstrafiken i Skaraborg. Samtidigt övertogs också Stadstrafiken i Göteborg från Göteborgs Stad.
De gamla företagsnamnen fanns dock kvar under en övergångstid, tills namnet officiellt ändrades till Västtrafik 2000.
Biljettsystemen var olika skilda och följde tidigare system i respektive län fram till 2010.

## Trafik
Västtrafik ansvarar för tåg, spårvagnar, bussar och båtar i Västra Götalands län och Kungsbacka kommun. Fordonen körs av entreprenörer.
- Västtågen inom regionen, samt till Nässjö, i samarbete med Jönköpings länstrafik.
- Västtrafik Pendeltåg från Göteborg till Alingsås, Kungsbacka och Älvängen.
- Spårväg i Göteborg
- Stadsbussar inom Göteborg, Kungälv, Kungsbacka, Alingsås, Borås, Falköping, Skara, Skövde, Lidköping, Mariestad, Trollhättan, Vänersborg och Uddevalla.
- Snabba busslinjer mellan Göteborg och kranskommuner.
- Region- och expressbussar över hela länet.
- Västtrafik Båt som kör båtar till öar som saknar fast förbindelse längs hela kusten, samt trafik på Göta älv i Göteborg och mellan Lysekil och Skaftö.

Västtrafik äger tågen. Göteborgs kommun äger spårvagnarna via bolaget Göteborgs spårvägar AB. Bussentreprenörerna äger bussarna.

## Kundservice

Buss 841 signalerar avgång mot Göteborg från Torp Terminalen, Uddevalla

Västtrafik har bemannad kundservice på en plats i Göteborg. Biljetter säljs också på externa försäljningsställen med avtal, men också mindre kiosker och butiker.
Kundservice över telefon, e-post och chatt sköts av callcenterföretaget Samres AB på uppdrag av Västtrafik. Uppdraget sköts från Skövde, Dakar i Senegal, Chisinau i Moldavien och Tartu i Estland. Verksamheten har fått mycket kritik på grund av bristande språkkunskaper och lokalkännedom.

## Biljettsystem

### 1990-talet
I början av 1990-talet infördes automatiserade biljettsystem med kortläsare för flerturskorten samt skrivare för enkelbiljetter hos föraren. I Göteborg och Bohuslän användes ett sorts system och Älvsborgs län och Skaraborgs län använde ett annat. Dessa system var kvar för flerturskorten ända till 2010. Göteborg och Bohuslän hade papperskort med magnetremsa som slängdes när de var förbrukade. Saldo och belopp skrevs ut på flerturskorten. Älvsborg och Skaraborg hade kort som laddades med pengar och man såg på en display hur mycket som var kvar.

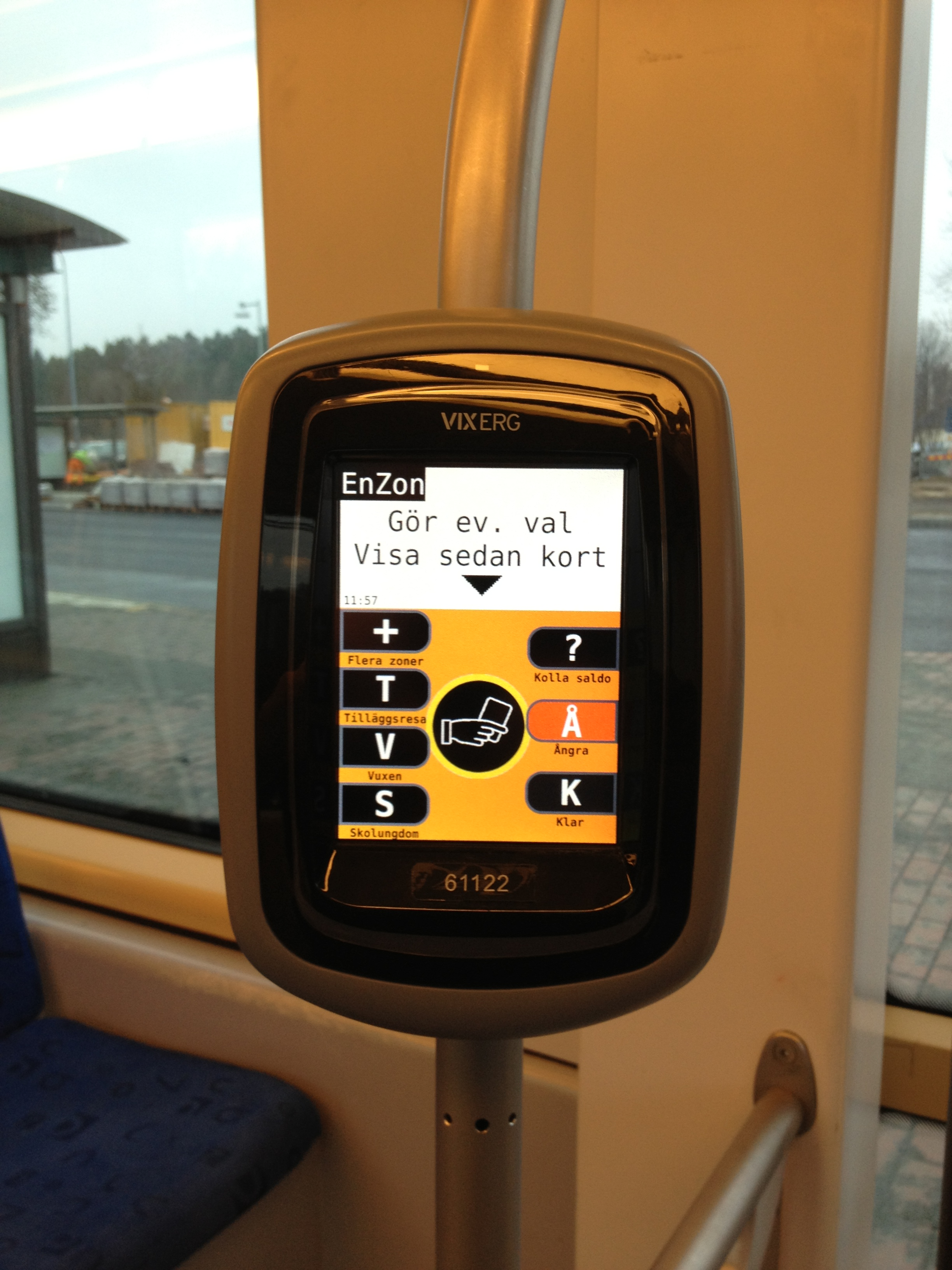
Kortläsare i Västtrafiks fordon.

### 2000-talet och framåt
År 2006 infördes ett gemensamt system med nya RFID-kort och kortläsare som läser korten på avstånd. Korten kallas Västtrafikkortet. Det gjordes först bara för månadskort och enkelbiljetter. Den 18 maj 2009 togs sista steget i övergången till kontaktlösa kort och även systemet för flerturskorten infördes.
Från och med 1 februari 2010 är Västtrafiks gamla magnetkort inte längre giltiga. Enligt Västtrafik ska det dock vara möjligt att lösa in gamla 100-kort fram till och med 30 november 2019.
De nya korten går att ladda med pengar, men också olika typer av periodladdningar. RFID-korten hålls framför de kortläsare som finns på bussar och spårvagnar, och behöver oftast inte tas ut ur plånboken.
I början av 2016 introducerades mobilappen "Västtrafik To Go", som innehåller köp av enkelbiljetter och periodkort. Den marknadsfördes hårdare 2017 med sikte på att låta den bli ledande biljettmetod, med tanke på att kostnaden är betydligt lägre för Västtrafik (inga kortläsare ombord och inga bemannade biljettombud). I samband med detta höjdes priset på biljetter via kontoladdning med 20%, för att jämna ut priserna.

#### Enkelbiljetter
Enkelbiljetter säljs ombord på spårvagnar via biljettautomat. Biljettautomaterna tar endast kort så som Visa eller Mastercard. På stadsbussarna i Göteborg, Mölndal och Partille säljs numera inga biljetter. Enkelbiljetter även hos biljettombud och Västtrafiks egna butiker, samt på landsbygdsbussar.
Mobiltelefoner kopplade till några av de största svenska mobiltelefonoperatörerna kunde användas för att köpa SMS-biljetter. De avskaffades av Västtrafik 2016. I istället infördes en mobilapp i vilken man kan köpa biljetter.

#### Kontoladdning
Västtrafikkortet går att ladda med pengar så att man kan betala enstaka resor, som med de gamla 100-korten. Första gången kortet köps betalas en pant på 50 kronor. Förutom enstaka resor finns laddningar för fem resor, en eller tredygnsladdningar samt områdesladdningar. Om man har saldo på kortet, men inte nog för resan, tas pengar från panten till biljetten. Man förväntas därefter ladda kortet med nya pengar innan man får åka mer. Kritiken som varit mot biljettsystemet har i första hand syftat på kontoladdningen, bland annat att man inte kunnat se saldot innan man kliver på och inte längre inom Göteborg fått köpa biljett av förare. Dessutom så måste man vid resa över en taxezon checka ut kortet, annars får man betala till ändhållplats, utan fritt byte.

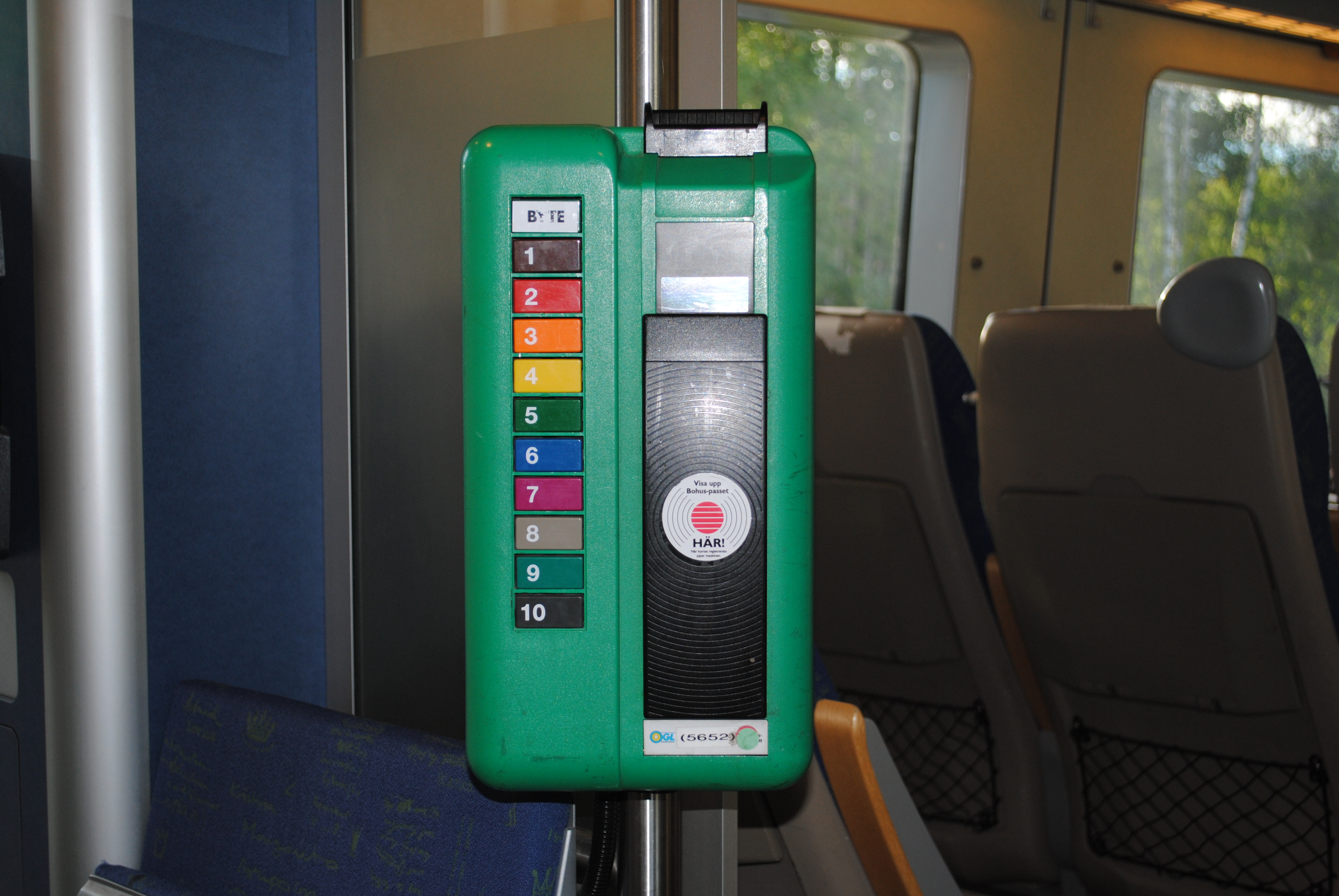
Kortläsare för det gamla biljettsystemet med magnetkort

#### Månadskort/Områdesladdning
Det finns en uppsjö olika månadskort, som normalt gäller i 30 dagar. Det finns olika månadskort beroende på i vilken kommun, eller mellan vilka kommuner kortet ska användas. Därav namnet områdesladdning.

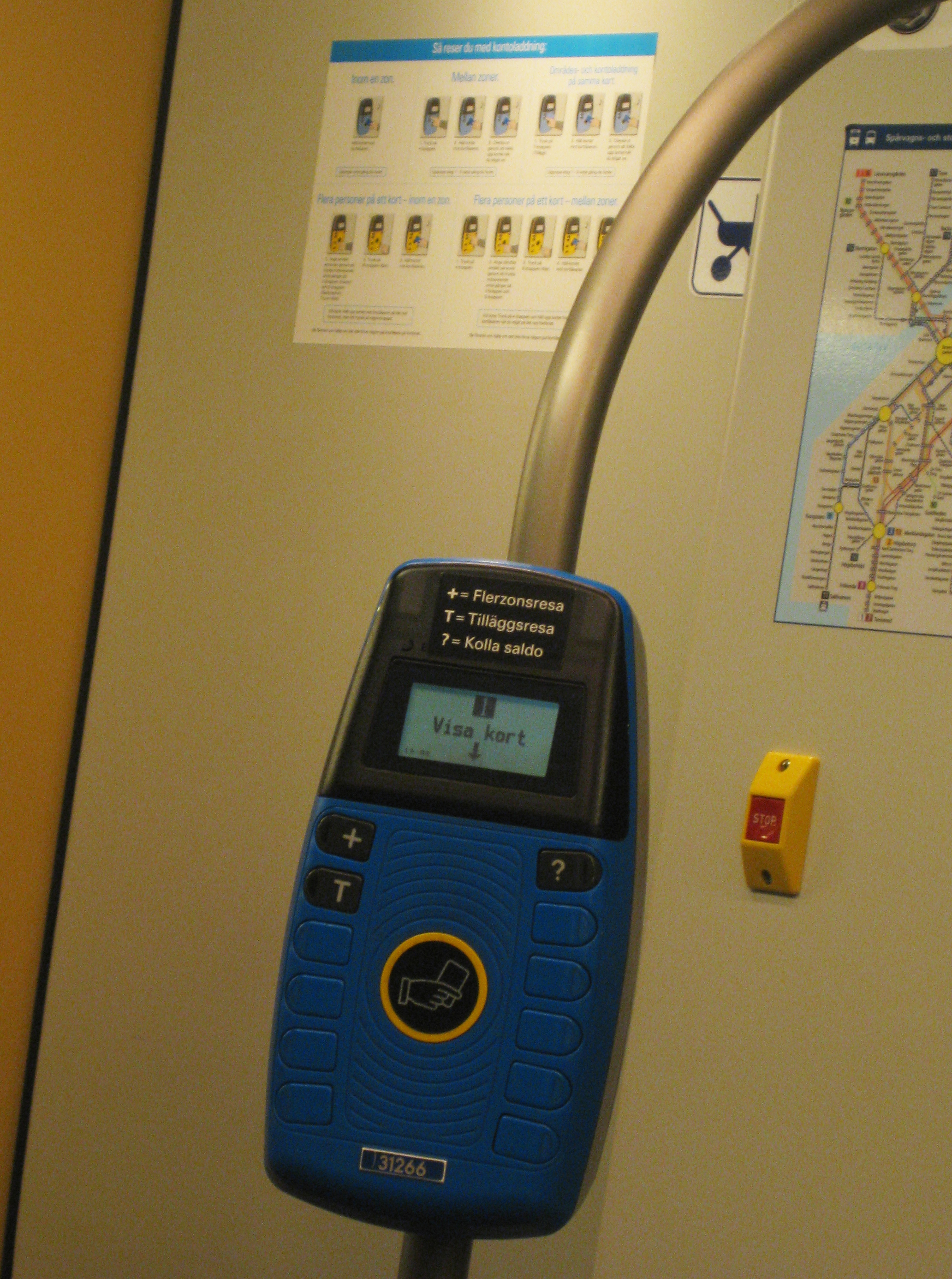
Gammal kortläsare med instruktioner på väggen bakom.

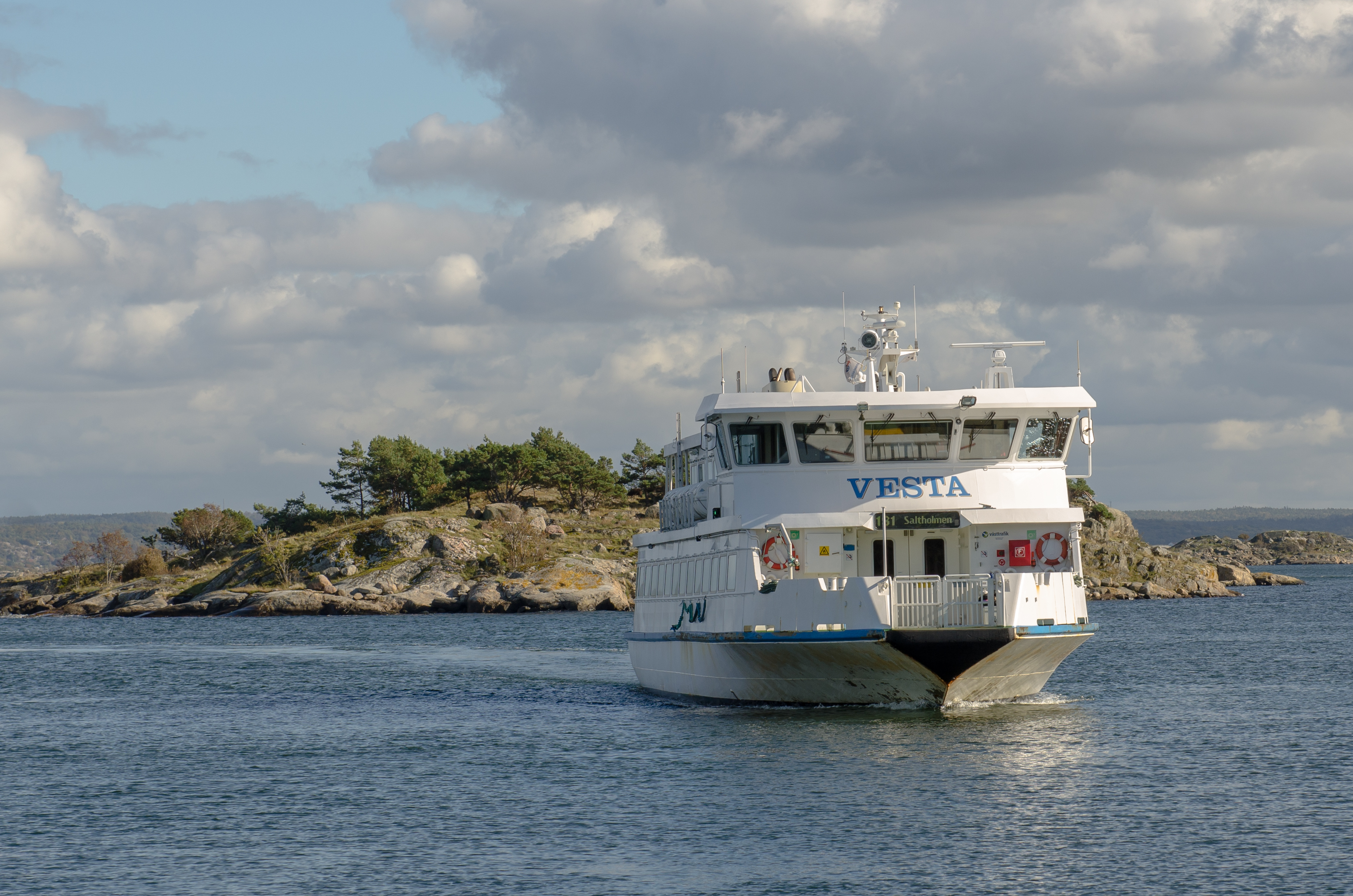
Styrsöbolagets M/S Vesta i trafik för Västtrafik i Södra skärgården.

#### Kritik
Det nya biljettsystemet möttes 2010 av hård kritik. Kritiken avsåg kontoladdningskorten (flerturskorten) vid resa över kommungräns, främst för att det av allmänheten ansågs för krångligt och ologiskt. En kritik var att kortläsarna inte längre skrev saldo på flerturskorten, vilket de gjorde innan i Göteborg och Bohuslän.
Västtrafik besvarade kritiken med att förklara att systemet var väl beprövat, och drog igång stora informationskampanjer. På bussar, spårvagnar och även reklampelare sattes information upp om hur de nya korten skulle användas. Kritik har också riktat mot systemet då felaktiga belopp i förekommande fall dragits från resenärernas kort. Biljettautomaterna räknar ut taxan baserat på resesträcka, vilken mäts med automatens inbyggda gps-mottagare. Det har inträffat att GPS-mottagarna inte fungerat på ett nöjaktigt sätt och resenärerna därmed debiterats fel taxa.
Kritik har också riktats mot att systemet inte medger att resenärerna vid påstigning kan få besked om vad resan kostar. Resenärer har också varit kritiska till att kortet måste visas upp vid avstigning. Glömmer man det får man betala till ändhållplatsen för linjen, även om man genast stiger på en anslutande tur, vilket innebär att man betalar för två färder samtidigt.
Datainspektionen har skarpt kritiserat Västtrafik för det intrång i resenärernas integritet som lagringen av uppgifter om varje individs resor med Västtrafikkortet innebär.
Den nya mobilappen ToGo som man kan köpa biljetter med och som infördes 2016 har också fått kritik. Priserna var samma som enkelbiljetter, betydligt dyrare än kontoladdningskorten, trots att Västtrafiks kostnad för appens biljetter är klart lägre än kontoladdningskorten (inga kortläsare och inga försäljningsombud). Eftersom Västtrafik givet de låga kostnaderna ville få folk att övergå till appen, höjde de efter något år kontoladdningskortens pris till samma som appen.

## Förseningsersättning
Om man anser att man blir minst 20 minuter försenad när man reser med eller ska resa med Västtrafik, jämfört med tidtabell, kan man nyttja den så kallade Förseningsersättningen. Det innebär att man kan beställa en taxi helt eller delvis på företagets bekostnad, beroende på hur långt man åker. Undantag är extremt väder, polisavspärrning, strömavbrott hos elleverantör, strejk med mera. Man måste vara på plats och ha marginal vid byten samt synas vid mörker. Man får maximalt 1 500 kr tillbaka i efterhand från Västtrafik.  Förseningsersättningen, tidigare kallad Resegarantin, infördes den 1 mars 2002 och gällde under de två första åren endast i Göteborg; sedan 2004 gäller den i hela regionen. Sedan april 2016 har maxersättningen ökat från 300 kronor till 1150 kronor, detta efter en ny lag infördes 1 april. 

## Västtrafiks organisation
Västtrafik består sedan 1 november 2006 av ett enda företag, Västtrafik AB. Innan dess bestod Västtrafik av moderbolaget Västtrafik AB och fyra dotterbolag som hade hand om trafiken i var sitt område; Skaraborg,  Fyrbodal, Sjuhärad och Göteborgsområdet. Dessa områden kvarstår dock som egna affärsområden och skiljde sig åt vad gällde kontantbiljetter och värde/rabatt-kort fram till 2009. Det finns under 2009 långt gångna planer på att låta regionen ta över hela ägarskapet av Västtrafik från kommunerna. Det skulle ha varit beslutat under 2009 men det finns en stötesten i form av ägandet av spårvägsnätet och spårvagnsdriften som Göteborgs stad vill behålla. I maj 2011 undertecknades emellertid avtalet mellan de 49 kommunerna och regionen som från och med 1 januari 2012 gör Västra Götalandsregionen till ensam ägare av Västtrafik.

## Trafikbolag

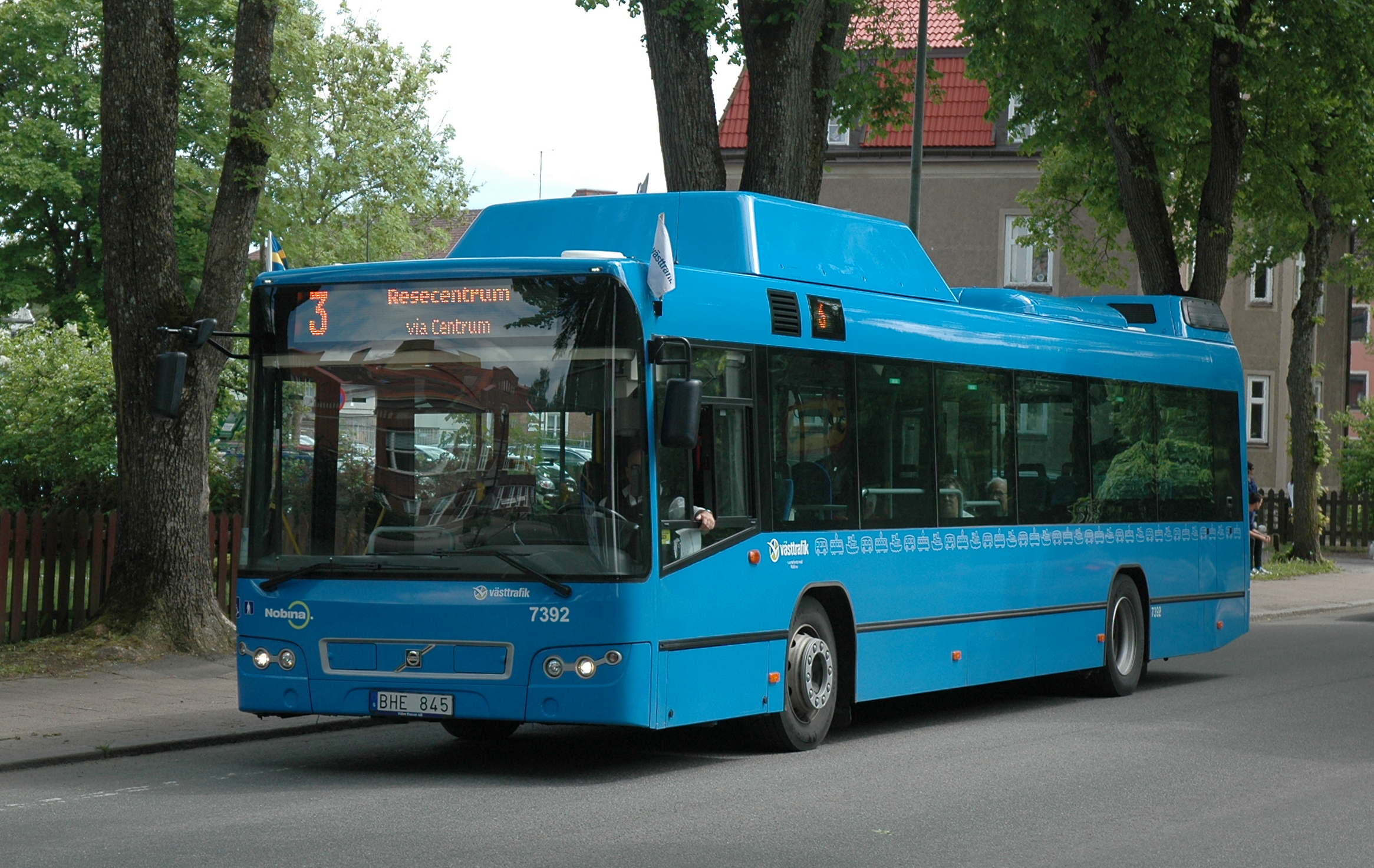
Nobina kör stadsbussar i bland annat Falköping.

Trafiken som planeras av Västtrafik upphandlas med vissa intervaller och utförs av trafikbolag på entreprenad. Västtrafik har alltså inga egna fordon eller förare, förutom att en del tåg ägs av Västtrafik. De större trafikutövarna är Bivab, Keolis, Transdev, Vy Buss, Nobina, Göteborgs Spårvägar, SJ Götalandståg och Styrsöbolaget. För spårvagnstrafiken överlåts upphandlingen till Göteborgs stad som utför den i egen regi via bolaget Göteborgs Spårvägar AB. 
Utöver dessa anlitas även ett stort antal taxibolag för anropsstyrd trafik.